# Evania chinensis
Evania chinensis är en stekelart som beskrevs av Gyöö Viktor Szépligeti 1903. Evania chinensis ingår i släktet Evania och familjen hungersteklar. Inga underarter finns listade i Catalogue of Life.